# Scottish Premiership 2016-2017
La Scottish Premiership 2016-2017 (denominata per ragioni di sponsorizzazione Ladbrokes Scottish Premiership) è stata la 120ª edizione della massima serie del campionato scozzese di calcio, disputato tra il 6 agosto 2016 e il 21 maggio 2017 e concluso con la vittoria del Celtic, al suo quarantottesimo titolo, il sesto consecutivo.
Capocannoniere del torneo è stato Liam Boyce (Ross County) con 23 reti.

## Stagione

### Novità
Dalla Championship sono stati promossi i Rangers, che ritornano nella massima divisione scozzese dopo il fallimento del 2012; sostituiscono il Dundee Utd, retrocesso al termine della stagione precedente.

### Formula
La stagione era divisa in due fasi: nella prima fase le dodici squadre partecipanti si incontravano tra di loro per tre volte, per un totale di 33 incontri per squadra. Nella seconda fase venivano disputate le poule per il titolo e quelle per la retrocessione: alla poule per il titolo partecipavano le prime sei classificate, alla poule retrocessione le ultime sei; veniva conservato il punteggio della prima fase; in questa seconda fase le sei squadre di ogni girone incontravano le altre in gare di sola andata per un totale di cinque ulteriori incontri.
Al termine della stagione la squadra ultima classificata retrocedeva direttamente mentre la penutlima disputava uno spareggio can la vincente dei play-off della Championship. La squadra vincente otteneva un posto nella prossima Premiership.

## Squadre partecipanti
| Club                | Stagione | Città      | Stadio                | Stagione precedente                         |
| ------------------- | -------- | ---------- | --------------------- | ------------------------------------------- |
| Aberdeen            | dettagli | Aberdeen   | Pittodrie Stadium     | 2º posto in Scottish Premiership            |
| Celtic              | dettagli | Glasgow    | Celtic Park           | 1º posto in Scottish Premiership            |
| Dundee              | dettagli | Dundee     | Dens Park             | 8º posto in Scottish Premiership            |
| Hamilton Academical | dettagli | Hamilton   | New Douglas Park      | 10º posto in Scottish Premiership           |
| Hearts              | dettagli | Edimburgo  | Tynecastle Stadium    | 3º posto in Scottish Premiership            |
| Inverness           | dettagli | Inverness  | Caledonian Stadium    | 7º posto in Scottish Premiership            |
| Kilmarnock          | dettagli | Kilmarnock | Rugby Park            | 11º posto in Scottish Premiership           |
| Motherwell          | dettagli | Motherwell | Fir Park              | 5º posto in Scottish Premiership            |
| Partick Thistle     | dettagli | Glasgow    | Firhill Stadium       | 9º posto in Scottish Premiership            |
| Rangers             | dettagli | Glasgow    | Ibrox Stadium         | 1º posto in Scottish Championship, promosso |
| Ross County         | dettagli | Dingwall   | Global Energy Stadium | 6º posto in Scottish Premiership            |
| St. Johnstone       | dettagli | Perth      | McDiarmid Park        | 4º posto in Scottish Premiership            |

### Allenatori e primatisti
| Squadra             | Allenatore                                                                        | Calciatore più presente                  | Cannoniere               |
| ------------------- | --------------------------------------------------------------------------------- | ---------------------------------------- | ------------------------ |
| Aberdeen            | Derek McInnes                                                                     | Joe Lewis, Shay Logan, Kenny McLean (38) | Adam Rooney (12)         |
| Celtic              | Brendan Rodgers                                                                   | Craig Gordon, Scott Sinclair (35)        | Scott Sinclair (21)      |
| Dundee              | Paul Hartley (1ª-33ª) Neil McCann (interim) (34ª-38ª)                             | Kevin Holt (37)                          | Marcus Haber (9)         |
| Hamilton Academical | Martin Canning                                                                    | Dougie Imrie (37)                        | Ali Crawford (8)         |
| Hearts              | Robbie Neilson (1ª-16ª) Ian Cathro (17ª-38ª)                                      | Jack Hamilton (35)                       | Jamie Walker (12)        |
| Inverness           | Richie Foran                                                                      | Ross Draper (37)                         | Alex Fisher (8)          |
| Kilmarnock          | Lee Clark (1ª-24ª) Lee McCulloch (interim) (25ª-38ª)                              | Jordan Jones (35)                        | Souleymane Coulibaly (8) |
| Motherwell          | Mark McGhee (1ª-26ª) Stephen Robinson (27ª-38ª)                                   | Ben Heneghan (37)                        | Louis Moult (15)         |
| Partick Thistle     | Alan Archibald                                                                    | Ade Azeez, Ryan Edwards (38)             | Kris Doolan (14)         |
| Rangers             | Mark Warburton (1ª-24ª) Graeme Murty (interim) (25ª-29ª) Pedro Caixinha (29ª-38ª) | Wes Foderingham, Kenny Miller (37)       | Kenny Miller (11)        |
| Ross County         | Jim McIntyre                                                                      | Liam Boyce, Scott Fox (35)               | Liam Boyce (23)          |
| St. Johnstone       | Tommy Wright                                                                      | Joe Shaughnessy (38)                     | Danny Swanson (10)       |

## Stagione regolare

### Classifica finale
Fonte:
|  | Pos. | Squadra             | Pt | G  | V  | N  | P  | GF | GS | DR  |
|  | ---- | ------------------- | -- | -- | -- | -- | -- | -- | -- | --- |
|  | 1.   | Celtic              | 91 | 33 | 29 | 4  | 0  | 87 | 22 | +65 |
|  | 2.   | Aberdeen            | 67 | 33 | 21 | 4  | 8  | 63 | 28 | +35 |
|  | 3.   | Rangers             | 58 | 33 | 16 | 10 | 7  | 48 | 34 | +14 |
|  | 4.   | St. Johnstone       | 49 | 33 | 14 | 7  | 12 | 44 | 40 | +4  |
|  | 5.   | Hearts              | 45 | 33 | 12 | 9  | 12 | 51 | 43 | +8  |
|  | 6.   | Partick Thistle     | 41 | 33 | 10 | 11 | 12 | 35 | 38 | -3  |
|  | 7.   | Kilmarnock          | 35 | 33 | 7  | 14 | 12 | 30 | 49 | -19 |
|  | 8.   | Ross County         | 33 | 33 | 7  | 12 | 14 | 37 | 54 | -17 |
|  | 9.   | Hamilton Academical | 32 | 33 | 6  | 14 | 13 | 30 | 48 | -18 |
|  | 10.  | Motherwell          | 32 | 33 | 8  | 8  | 17 | 38 | 61 | -23 |
|  | 11.  | Dundee              | 30 | 33 | 8  | 6  | 19 | 33 | 53 | -20 |
|  | 12.  | Inverness           | 25 | 33 | 4  | 13 | 16 | 36 | 62 | -26 |

Legenda:
      Ammesse alla poule per il titolo
      Ammesse alla poule salvezza
Regolamento:
Tre punti a vittoria, uno a pareggio, zero a sconfitta.
A parità di punti, le posizioni in classifica venivano determinate sulla base della differenza reti.

### Risultati

#### Tabellone
|                 | Abe     | Cel     | Dnd     | Ham     | Hea     | Inv     | Kil     | Mot     | Par     | Ran     | Ros     | StJ     |
| --------------- | ------- | ------- | ------- | ------- | ------- | ------- | ------- | ------- | ------- | ------- | ------- | ------- |
| Aberdeen        | ––––    | 0-1     | 3-0     | 2-1     | 0-0 2-0 | 1-1 1-0 | 5-1     | 7-2 1-0 | 2-1 2-0 | 2-1 0-3 | 4-0 1-0 | 0-0     |
| Celtic          | 4-1 1-0 | ––––    | 2-1     | 1-0 2-0 | 4-0     | 3-0     | 6-1 3-1 | 2-0 2-0 | 1-0 1-1 | 5-1 1-1 | 2-0     | 1-0     |
| Dundee          | 1-3 0-7 | 0-1 1-2 | ––––    | 1-1 0-2 | 3-2     | 2-1     | 1-1 1-1 | 2-0     | 0-2 0-1 | 1-2 2-1 | 0-0     | 3-0     |
| Hamilton        | 1-0 1-0 | 0-3     | 0-1     | ––––    | 3-3     | 1-1 3-0 | 1-2 1-1 | 1-1     | 1-1     | 1-2     | 1-0 1-1 | 1-1 1-0 |
| Hearts          | 0-1     | 1-2 0-5 | 2-0 1-0 | 3-1 4-0 | ––––    | 5-1 1-1 | 4-0     | 3-0     | 1-1     | 2-0 4-1 | 0-0 0-1 | 2-2     |
| Inverness       | 1-3     | 2-2 0-4 | 3-1 2-2 | 1-1     | 3-3     | ––––    | 1-1 1-1 | 1-2     | 0-0     | 0-1 2-1 | 2-3 1-1 | 2-1 0-3 |
| Kilmarnock      | 0-4 1-2 | 0-1     | 2-0     | 0-0     | 2-0 0-0 | 1-1     | ––––    | 1-2 1-2 | 2-2 1-1 | 1-1 0-0 | 3-2     | 0-1     |
| Motherwell      | 1-3     | 3-4     | 0-0 1-5 | 4-2 0-0 | 1-3 0-3 | 0-3 4-2 | 0-0     | ––––    | 2-0     | 0-2     | 4-1     | 1-2 1-2 |
| Partick Thistle | 1-2     | 1-4     | 2-0     | 2-2 2-0 | 1-2 2-0 | 2-0 1-1 | 0-0     | 1-1 1-0 | ––––    | 1-2     | 1-1 2-1 | 0-2 0-1 |
| Rangers         | 2-1     | 1-2     | 1-0     | 1-1 4-0 | 2-0     | 1-0     | 3-0     | 2-1 1-1 | 2-0 2-0 | ––––    | 0-0 1-1 | 1-1 3-2 |
| Ross County     | 2-1     | 0-4 2-2 | 1-3 2-1 | 1-1     | 2-2     | 3-2     | 2-0 1-2 | 1-1 1-2 | 1-3     | 1-1     | ––––    | 0-2 1-2 |
| St. Johnstone   | 0-0 1-2 | 2-4 2-5 | 2-1 2-0 | 3-0     | 1-0 1-0 | 3-0     | 0-1 0-2 | 1-1     | 1-2     | 1-1     | 2-4     | ––––    |

## Poule per il titolo/salvezza

### Classifica finale
Fonte:
|        | Pos. | Squadra             | Pt  | G  | V  | N  | P  | GF  | GS | DR  |
| ------ | ---- | ------------------- | --- | -- | -- | -- | -- | --- | -- | --- |
|        | 1.   | Celtic              | 106 | 38 | 34 | 4  | 0  | 106 | 25 | +81 |
|        | 2.   | Aberdeen            | 76  | 38 | 24 | 4  | 10 | 74  | 35 | +39 |
|        | 3.   | Rangers             | 67  | 38 | 19 | 10 | 9  | 56  | 44 | +12 |
| [ 12 ] | 4.   | St. Johnstone       | 58  | 38 | 17 | 7  | 14 | 50  | 46 | +4  |
|        | 5.   | Hearts              | 46  | 38 | 12 | 10 | 16 | 55  | 52 | +3  |
|        | 6.   | Partick Thistle     | 42  | 38 | 10 | 12 | 16 | 38  | 54 | -16 |
|        |      |                     |     |    |    |    |    |     |    |     |
|        | 7.   | Ross County         | 46  | 38 | 11 | 13 | 14 | 48  | 58 | -10 |
|        | 8.   | Kilmarnock          | 41  | 38 | 9  | 14 | 15 | 36  | 56 | -20 |
|        | 9.   | Motherwell          | 38  | 38 | 10 | 8  | 20 | 46  | 69 | -23 |
|        | 10.  | Dundee              | 37  | 38 | 10 | 7  | 21 | 38  | 62 | -24 |
|        | 11.  | Hamilton Academical | 35  | 38 | 7  | 14 | 17 | 37  | 56 | -19 |
|        | 12.  | Inverness           | 34  | 38 | 7  | 13 | 18 | 44  | 71 | -27 |

Legenda:
      Campione di Scozia e qualificato al terzo turno preliminare della UEFA Champions League 2017-2018.
      Qualificato al secondo turno preliminare della UEFA Europa League 2017-2018.
      Qualificato al primo turno preliminare della UEFA Europa League 2017-2018.
  Partecipa ai play-off.
      Retrocesso in Scottish Championship 2017-2018.
Regolamento:
Tre punti a vittoria, uno a pareggio, zero a sconfitta.
A parità di punti, le posizioni in classifica venivano determinate sulla base della differenza reti.

## Spareggi

### Play-off
|                     | Risultati |                     | Luogo e data             |
| ------------------- | --------- | ------------------- | ------------------------ |
| Dundee Utd          | 0-0       | Hamilton Academical | Dundee, 25 maggio 2017   |
| Hamilton Academical | 1-0       | Dundee Utd          | Hamilton, 28 maggio 2017 |
|                     |           |                     |                          |

## Statistiche e record

### Squadre

#### Capoliste solitarie
|    | —— | ——  | ——     | ——     | ——     | ——     | ——     | ——     | ——     | ——     | ——     | ——     | ——     | ——     | ——     | ——     | ——     | ——     | ——     | ——     | ——     | ——     | ——     | ——     | ——     | ——     | ——     | ——     | ——     | ——     | ——     | ——     | ——     | ——     | ——     | ——     | ——     | —— |  |
|    |    | Ran | Celtic | Celtic | Celtic | Celtic | Celtic | Celtic | Celtic | Celtic | Celtic | Celtic | Celtic | Celtic | Celtic | Celtic | Celtic | Celtic | Celtic | Celtic | Celtic | Celtic | Celtic | Celtic | Celtic | Celtic | Celtic | Celtic | Celtic | Celtic | Celtic | Celtic | Celtic | Celtic | Celtic | Celtic | Celtic |    |  |
|    |    |     |        |        |        |        |        |        |        |        |        |        |        |        |        |        |        |        |        |        |        |        |        |        |        |        |        |        |        |        |        |        |        |        |        |        |        |    |  |
|    |    |     |        |        |        |        |        |        |        |        |        |        |        |        |        |        |        |        |        |        |        |        |        |        |        |        |        |        |        |        |        |        |        |        |        |        |        |    |  |
| 1ª | 2ª | 3ª  | 4ª     | 5ª     | 6ª     | 7ª     | 8ª     | 9ª     | 10ª    | 11ª    | 12ª    | 13ª    | 14ª    | 15ª    | 16ª    | 17ª    | 18ª    | 19ª    | 20ª    | 21ª    | 22ª    | 23ª    | 24ª    | 25ª    | 26ª    | 27ª    | 28ª    | 29ª    | 30ª    | 31ª    | 32ª    | 33ª    | 34ª    | 35ª    | 36ª    | 37ª    | 38ª    |    |  |

### Individuali

#### Classifica marcatori
| Gol |  |  | Giocatore        | Squadra         |
| --- |  |  | ---------------- | --------------- |
| 23  |  |  | Liam Boyce       | Ross County     |
| 21  |  |  | Scott Sinclair   | Celtic          |
| 17  |  |  | Moussa Dembélé   | Celtic          |
| 15  |  |  | Stuart Armstrong | Celtic          |
| 15  |  |  | Louis Moult      | Motherwell      |
| 14  |  |  | Kris Doolan      | Partick Thistle |
| 12  |  |  | Adam Rooney      | Aberdeen        |
| 12  |  |  | Leigh Griffiths  | Celtic          |
| 12  |  |  | Jamie Walker     | Hearts          |
| 11  |  |  | Kenny Miller     | Rangers         |

#### Giocatore del mese
Di seguito i vincitori.
| Mese      | Giocatore                           | Squadra                             |
| --------- | ----------------------------------- | ----------------------------------- |
| Agosto    | Liam Boyce                          | Ross County                         |
| Settembre | Moussa Dembélé                      | Celtic                              |
| Ottobre   | Adam Barton                         | Partick Thistle                     |
| Novembre  | Bjørn Johnsen                       | Hearts                              |
| Dicembre  | Stuart Armstrong                    | Celtic                              |
| Gennaio   | Non assegnato causa pausa invernale | Non assegnato causa pausa invernale |
| Febbraio  | Moussa Dembélé                      | Celtic                              |
| Marzo     | Stuart Armstrong                    | Celtic                              |
| Aprile    | Liam Boyce                          | Ross County                         |